# مقاطعة جاي (إنديانا)
مقاطعة جاي (بالإنجليزية: Jay County, Indiana)‏ هي إحدى مقاطعات ولاية إنديانا في الولايات المتحدة. تأسست سنة 1836، بلغ عدد سكانها 21253 نسمة في عام 2010 حسب إحصاء مكتب تعداد الولايات المتحدة وتصل الكثافة السكانية فيها 21.39 نسمة/كم2.

## وصلات خارجية
- www.co.jay.in.us
- United States Counties